# Fundación ARCO
La Fundación Arco es una organización sin ánimo de lucro española que inició sus actividades en el año 1987, en Madrid. Su objetivo consiste en promover el coleccionismo de arte contemporáneo y cumplir un compromiso de divulgación del mismo. Su nacimiento sale del acuerdo firmado por la Comunidad de Madrid, el Ayuntamiento de Madrid, la Cámara de Comercio e Industria y Caja Madrid. Su sede se encuentra en los edificios del antígulo Matadero Municipal de Legazpi. 

## Premios «A» al Coleccionismo
Desde 1996, la fundación otorga el Premio «A» al Coleccionismo, que pretende reconocer a quienes realizan una labor por difundir y conservar el arte contemporáneo en el mundo, haciendo un especial énfasis en la cultura iberoamericana.